# Сиродутне горно

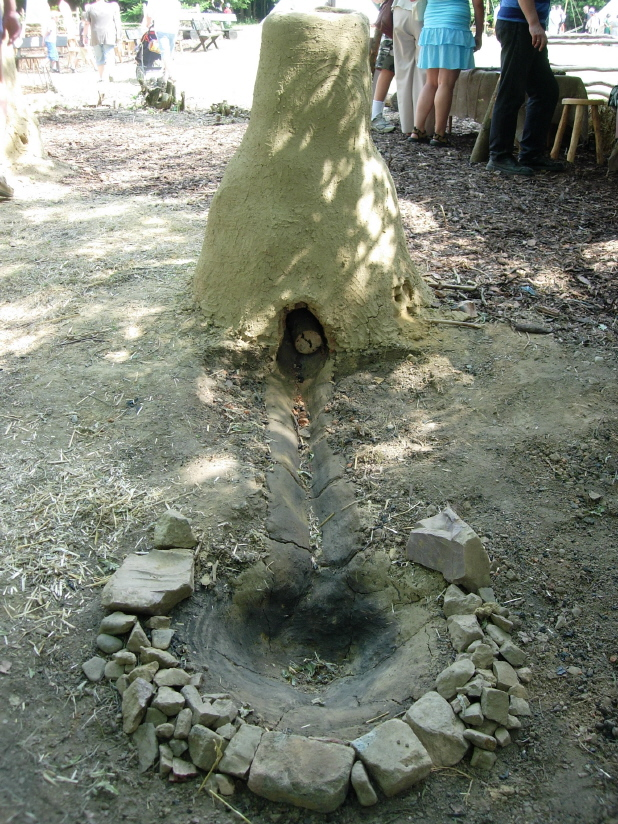
Сиродутне горно кельтського зразка. Реконструкція. На фото видно отвір через який у горно потрапляло повітря і постійно виходив шлак.

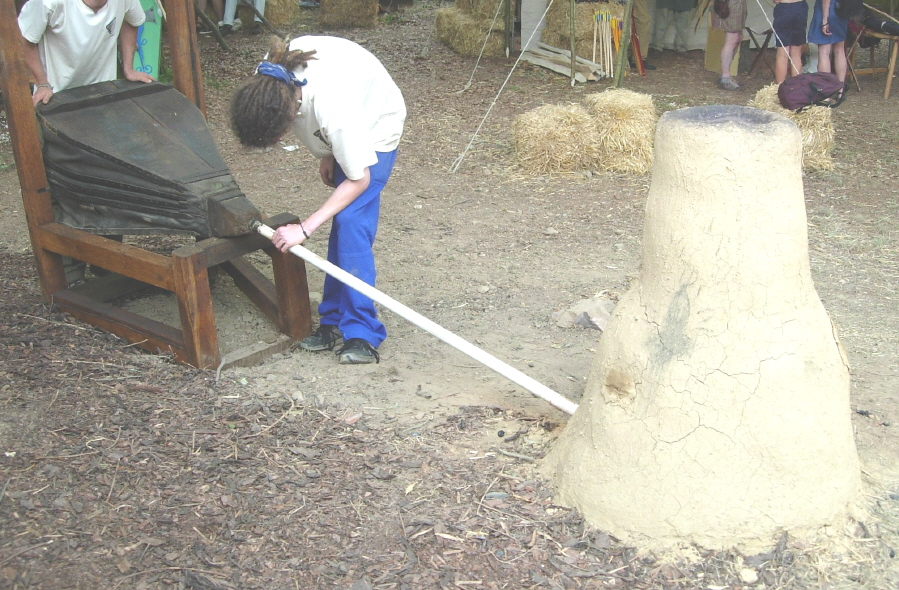
Сиродутне горно кельтського зразка. Реконструкція.

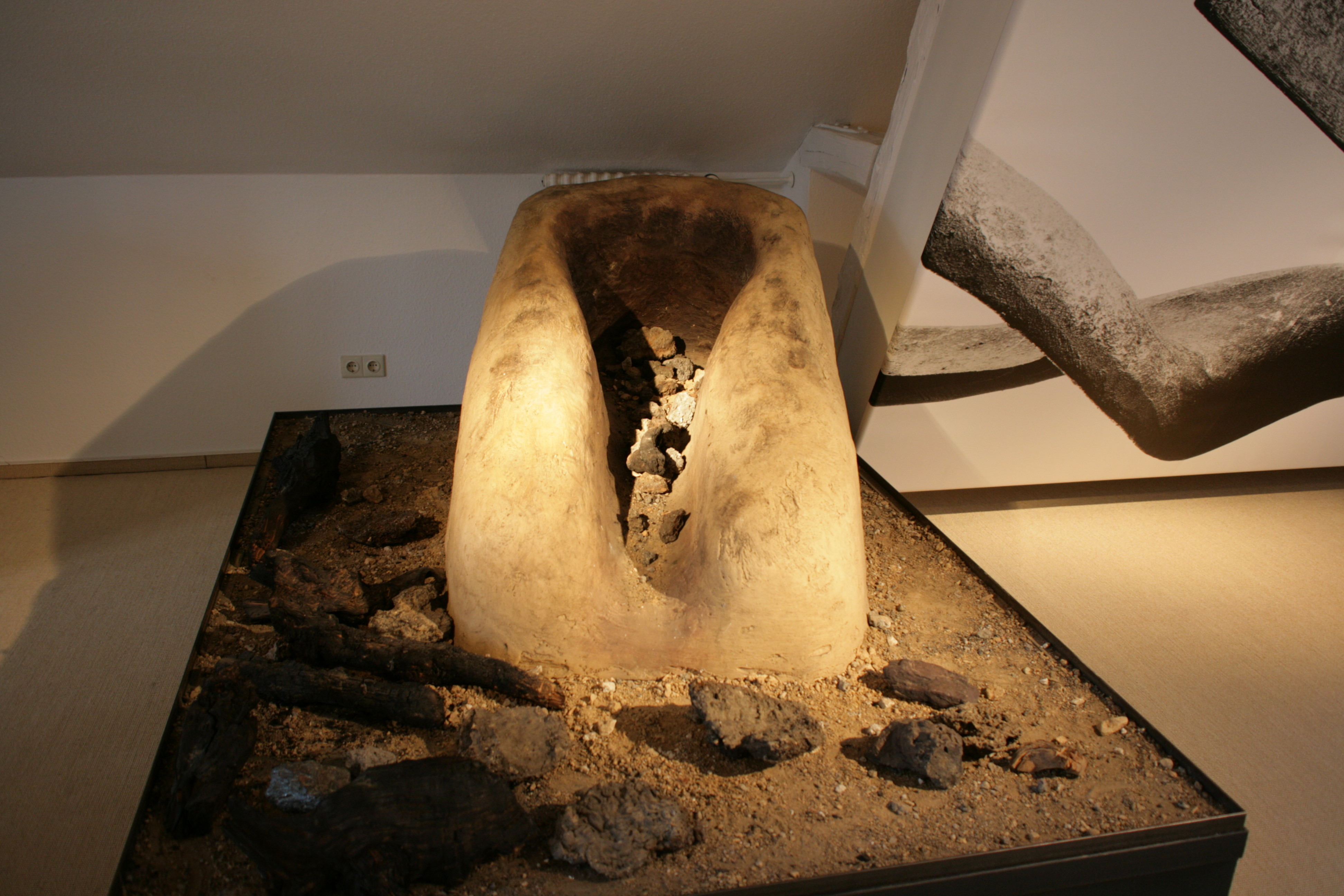
Сиродутне горно. Музей у місті Ремштайд, Німеччина.

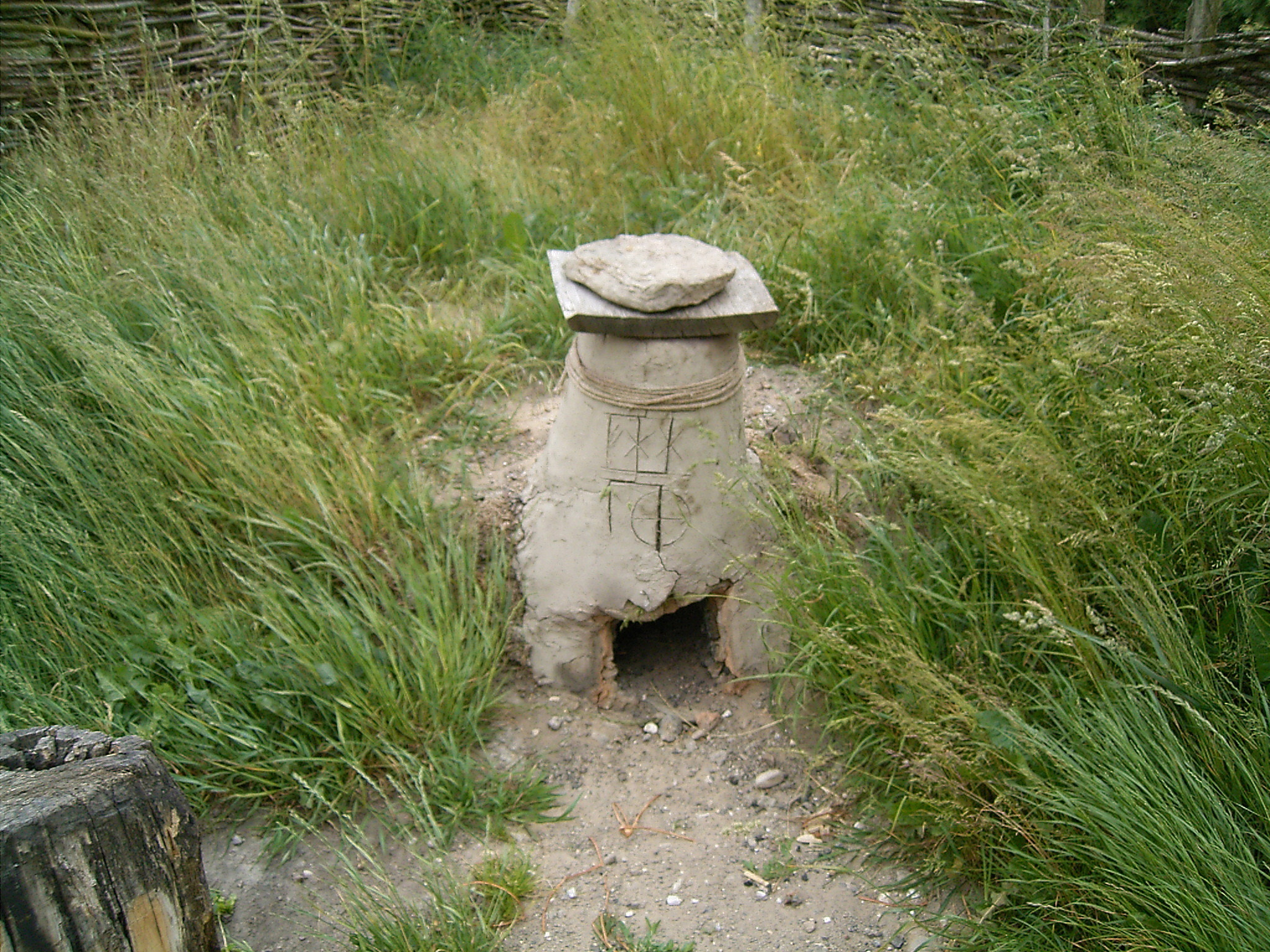
Сиродутне горно вікінгів. Музей Vikingecenter у Хобро, Данія.

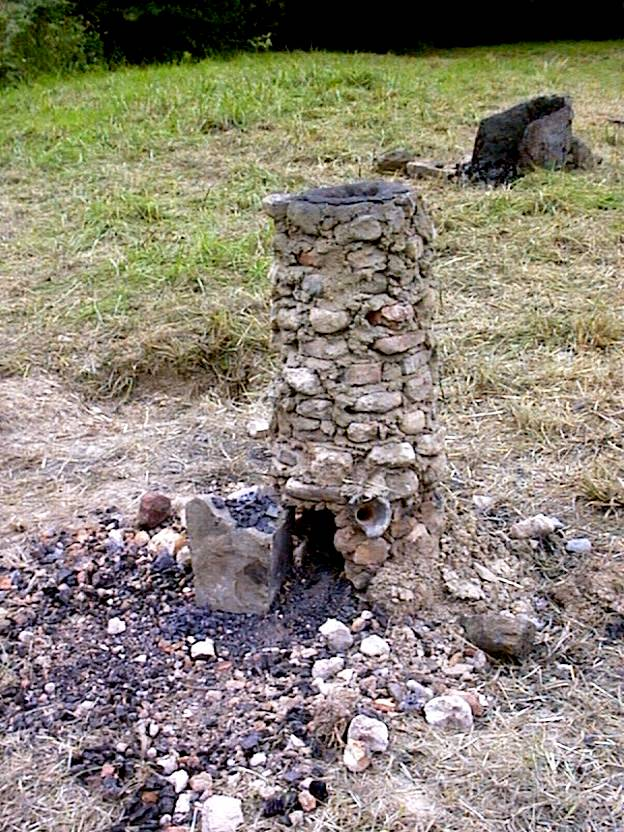
Сиродутне горно. Франція.

Сиродутне го́рно — металургійна піч невеликих розмірів, що використовувалася для отримання заліза з залізної руди. Протягом майже двох тисячоліть у різних своїх варіаціях було головним агрегатом для отримання заліза з руди. Використовувалося приблизно з Х ст. до н. е. до Х ст. н. е. У сиродутному горні за будь-яких параметрів процесу можна було отримати тільки кричне залізо, або губчасте залізо, тобто залізо у «твердому» (тістоподібному) стані. У сиродутному горні неможливо отримати рідке залізо. В цьому, окрім розмірів, полягає принципова відмінність сиродутного горна від домниці і доменної печі, що з'явилися пізніше.

## Назва
Слова «горно», «горн» пов'язані з «горіти»: прасл. *gъr̥nъ походить від пра-і.є. *gu̯hr̥- («горіти», «жар»). Назва горна «сиродутне» (тобто з холодним дуттям) з'явилася в середині XIX століття після появи нагрітого дуття для доменних печей. Інша назва сиродутного горна, що трапляється у спеціальній літературі, — «низьке горно», пов'язано з тим, що його висота протягом століть не перевищувала зріст людини і становила 0,5–2 м.
У німецькій мові ця піч має назву Rennofen («піч з текучим шлаком»), через те, що рідкий шлак майже безперервно витікав з печі через отвір в нижній частині печі.

## Історія

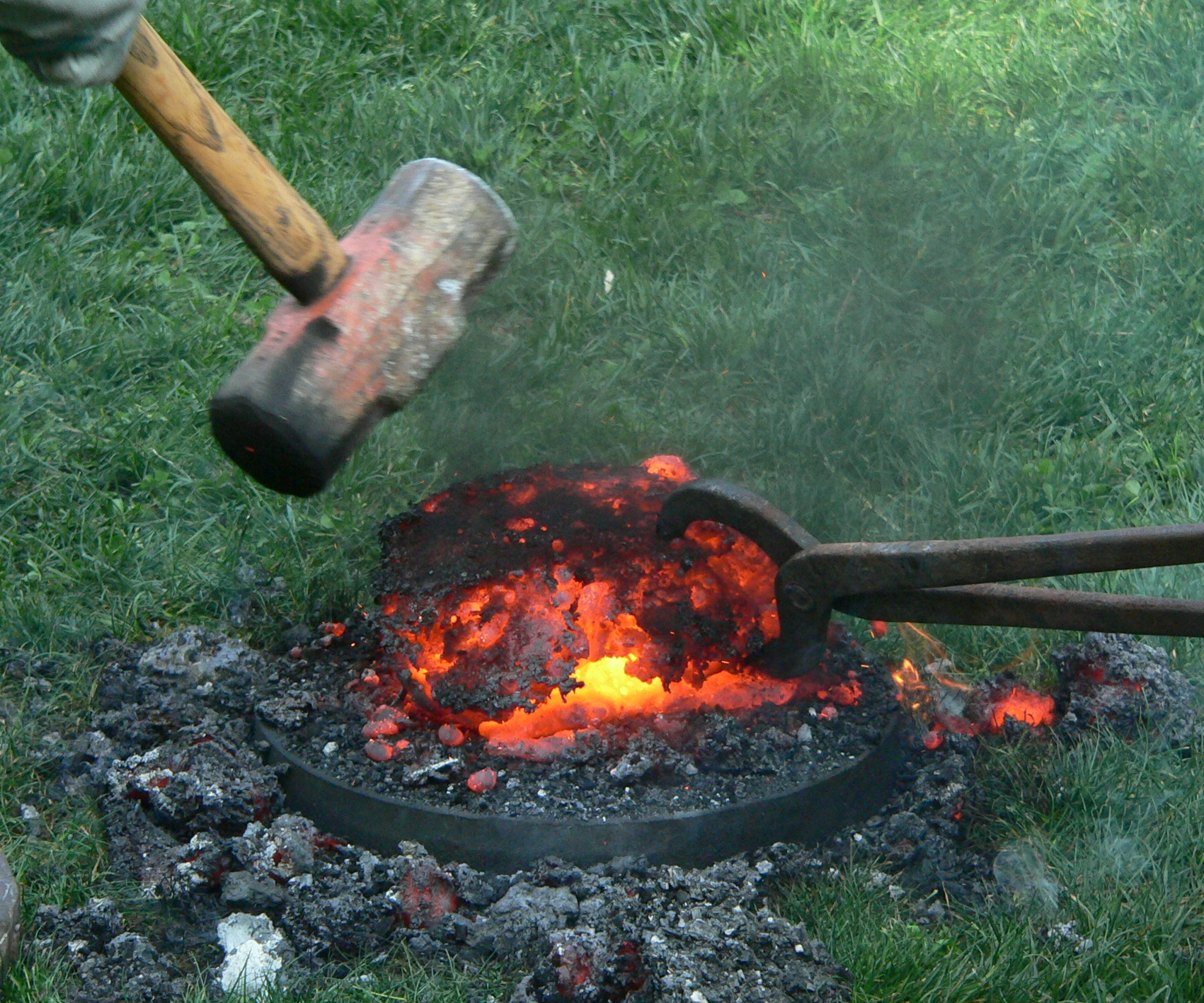
Криця (лупа) — продукт сиродутного процесу.

До появи сиродутного горна для отримання заліза з руд використовувалися тиглі і так звані «вовчі ями». За даними археологічних розкопок, перші сиродутні горна з'явилися на межі 2-го і 1-го тисячоліть до н. е. Широке, майже повсюдне розповсюдження вони отримали у латенському періоді залізної доби, тобто у V-І століттях до н. е. Але і після появи сиродутних горнів, у деяких місцевостях ще використовували тиглі і «вовчі ями». У Європі до початку нової ери «вовча яма» була повністю витиснена прогресивнішим сиродутним горном. У Азії ще певний час використовувався тигельний спосіб отримання заліза.
За сотні років використання сиродутного горну, у різних народів і у різні епохи розміри горна і певною мірою будова були різними, однак, принцип дії і продукція були однаковими.
Подальший розвиток і вдосконалення сиродутного горна призвели до виникнення сиродутної печі і у VIII столітті каталонського горна у Каталонії і згодом домниці у Північній Європі.
Сиродутне горно у багатьох регіонах Азії і Африки проіснувало до кінця XIX століття, а народи деяких окремих регіонів (наприклад, на островах Індійського і Тихого океанів) використовують його дотепер.

## Будова
Спочатку будь-які повітродувні машини чи ручні міхи були відсутні, кількість повітря, що потрапляло у горно через шлакову льотку внаслідок природної тяги, було невеликим, що визначало невисоку інтенсивність плавки. Пізніше почали використовувати міхи для нагнітання повітря у горно.